# 마리야 셰리포비치
마리야 셰리포비치(Marija Šerifović, 세르비아어: Марија Шерифовић, 세르보크로아티아어 발음: [mǎrija ʃerǐːfoʋitɕ], 1984년 11월 14일~ )는 세르비아 출신의 가수이다. 유로비전 송 콘테스트 2007에서 Molitva라는 곡으로 우승하였다. 셰리포비치는 유고슬라비아 세르비아 사회주의 공화국 크라구예바츠에서 저명한 가수 베리차 셰리포비치(Verica Šerifović)의 딸로 태어났다.

## 음반

### 스튜디오 음반
| 연도   | 음반                                                                           |
| ------ | ------------------------------------------------------------------------------ |
| 2003년 | "Naj, Najbolja" - 1번째 스튜디오 음반 - 언어: 세르비아어 - 발행사: 시티 레코드 |
| 2006년 | "Bez Ljubavi" - 2번째 스튜디오 음반 - 언어: 세르비아어 - 발행사: 시티 레코드   |
| 2008년 | "Nisam Anđeo" - 3번째 스튜디오 음반 - 언어: 세르비아어 - 발행사: 시티 레코드   |
| 2009년 | "Anđeo" - 4번째 스튜디오 음반 - 언어: 세르비아어, 영어 - 발행사: 시티 레코드   |

### 실황녹음 음반
| 연도   | 음반                                                                                    |
| ------ | --------------------------------------------------------------------------------------- |
| 2007년 | "Molitva - The Best Of" - 최초의 실황녹음 음반 - 언어: 세르비아어 - 발행사: 시티 레코드 |

## 뮤직 비디오
- 2003년 - "Znaj da znam"
- 2004년 - "Bol do ludila"
- 2005년 - "Ponuda"
- 2005년 - "Agonija"
- 2005년 - "U nedelju"
- 2007년 - "Molitva"
- 2009년 - "Sta da zaboravim"
- 2010년 - "Jedan vidi sve"

## 수상 및 지명
| 연도   | 상                 | 분류           | 결과 |
| 2007년 | Marcel Bezençon 상 | Artistic Award | 수상 |

## 같이 보기
- 세르비아의 유로비전 송 콘테스트 참가